# リチャード・ブルックス
リチャード・ブルックス（Richard Brooks, 1912年5月18日 - 1992年3月11日）はアメリカ合衆国の映画監督、脚本家、映画製作者。

## 略歴
本名ルービーン・サクス（Ruben Sax）として、フィラデルフィアのロシア系ユダヤ移民の家庭に生まれる。ウェストフィラデルフィア高校からテンプル大学を卒業。
『真昼の暴動』（1947年）や『キー・ラーゴ』（1948年）の脚本を書き、ユダヤ人問題を扱った『十字砲火』（1947年）では原作を提供。
1950年の『危機の男』から監督に転じ、1955年の『暴力教室』によって監督としての評価を確立。その後、ドストエフスキー原作の『カラマゾフの兄弟』（1958年）やテネシー・ウィリアムズ原作の『熱いトタン屋根の猫』（1958年）やトルーマン・カポーティ原作の『冷血』（1967年） やジュディス・ロスナー原作の『ミスター・グッドバーを探して』（1977年）など、多くの文芸作品を手がけた。『エルマー・ガントリー/魅せられた男』（1960年）でアカデミー賞脚色賞を受賞。ビバリーヒルズで死去。
1960年に女優のジーン・シモンズと結婚したが1977年に離婚している。

## フィルモグラフィ

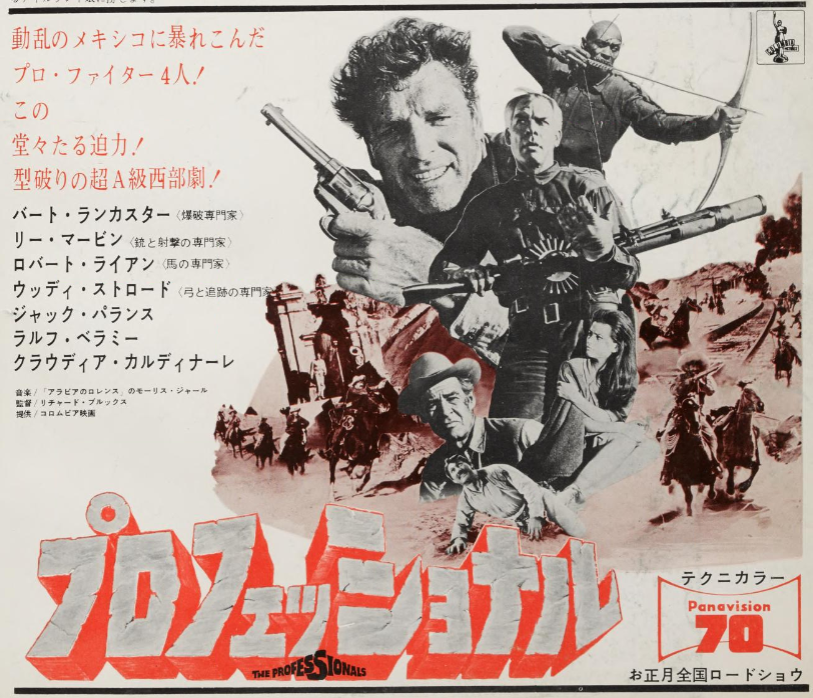
『プロフェッショナル』（1966年）

- 十字砲火 Crossfire (1947) 原作
- 真昼の暴動 Brute Force (1947) 脚本
- キー・ラーゴ Key Largo (1948) 脚本
- 危機の男 Crisis (1950) 監督/脚本
- 目撃者 Storm Warning  (1951) 脚本
- デッドライン - USA Deadline - U.S.A. (1952) 監督/脚本
- あの高地を取れ Take the High Ground! (1953) 監督
- 雨の朝巴里に死す The Last Time I Saw Paris (1954) 監督/脚本
- 暴力教室 Blackboard Jungle (1955) 監督
- 最後の銃撃 The Last Hunt (1956) 監督/脚本
- カラマゾフの兄弟 The Brothers Karamazov (1957) 監督/脚本
- 黒い牙 Something of Value (1957) 監督/脚本
- 熱いトタン屋根の猫 Cat on a Hot Tin Roof (1958) 監督/脚本
- エルマー・ガントリー/魅せられた男 Elmer Gantry (1960) 監督/脚本
- 渇いた太陽 Sweet Bird of Youth (1962) 監督/脚本
- ロード・ジム Lord Jim (1965) 監督/製作/脚本
- プロフェッショナル The Professionals (1966) 監督/製作/脚色
- 冷血 In Cold Blood (1967) 監督/脚本
- ハッピーエンド/幸せの彼方に The Happy Ending (1969) 監督/製作/脚本
- バンクジャック $  (1971) 監督/脚本
- バングラデシュのコンサート The Concert for Bangladesh (1971) 撮影
- 弾丸を噛め Bite the Bullet (1975) 監督/製作/脚本
- ミスター・グッドバーを探して Looking for Mr. Goodbar (1977) 監督/脚本
- ニューヨーク・ヤング自警団 We're Fighting Back (1981) テレビ、撮影
- シークレット・レンズ Wrong Is Right (1982)監督/製作/脚本
- ザ・ギャンブラー Fever Pitch (1985) 監督/脚本